# Dschungelflöter

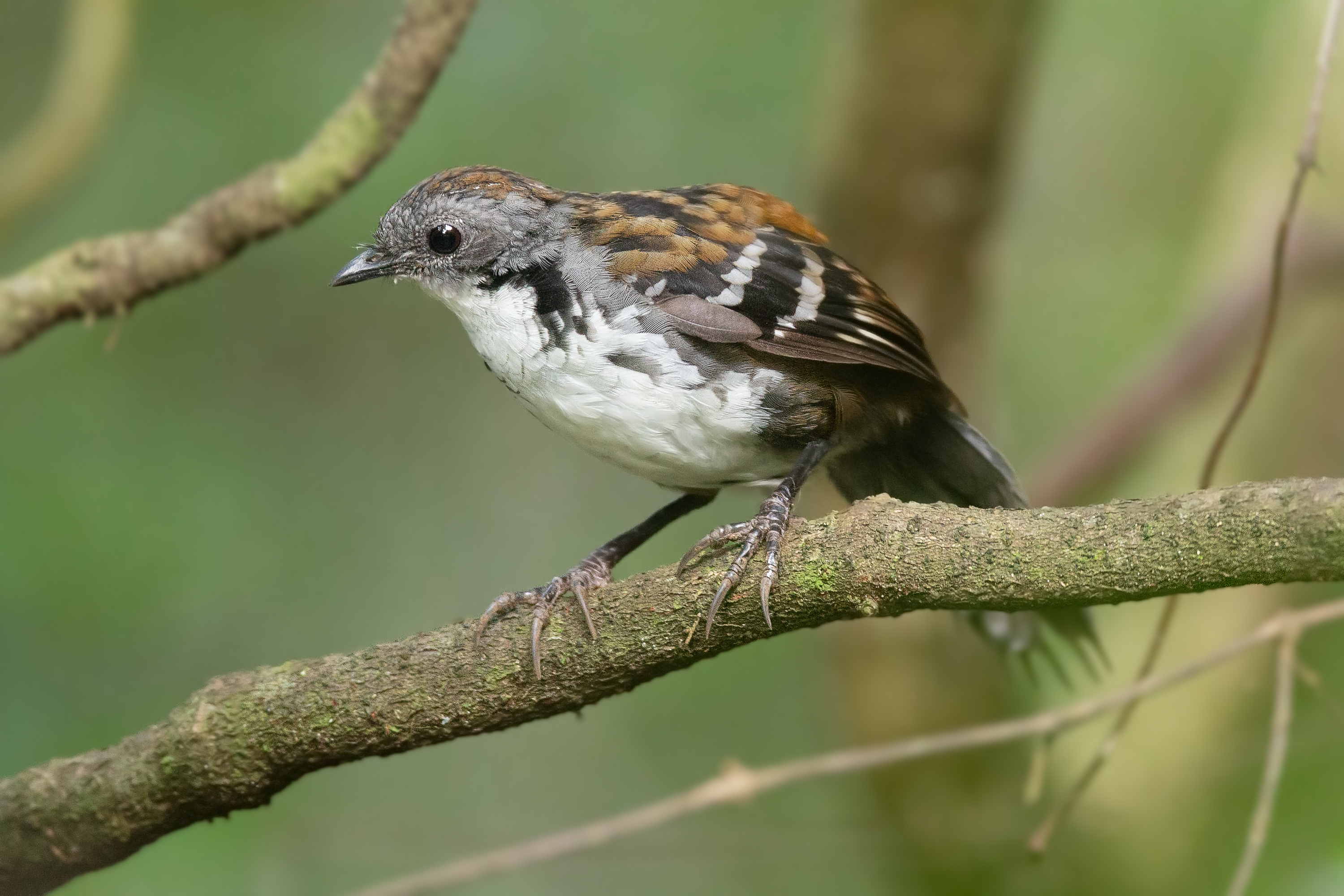
Dschungelflöter, Männchen

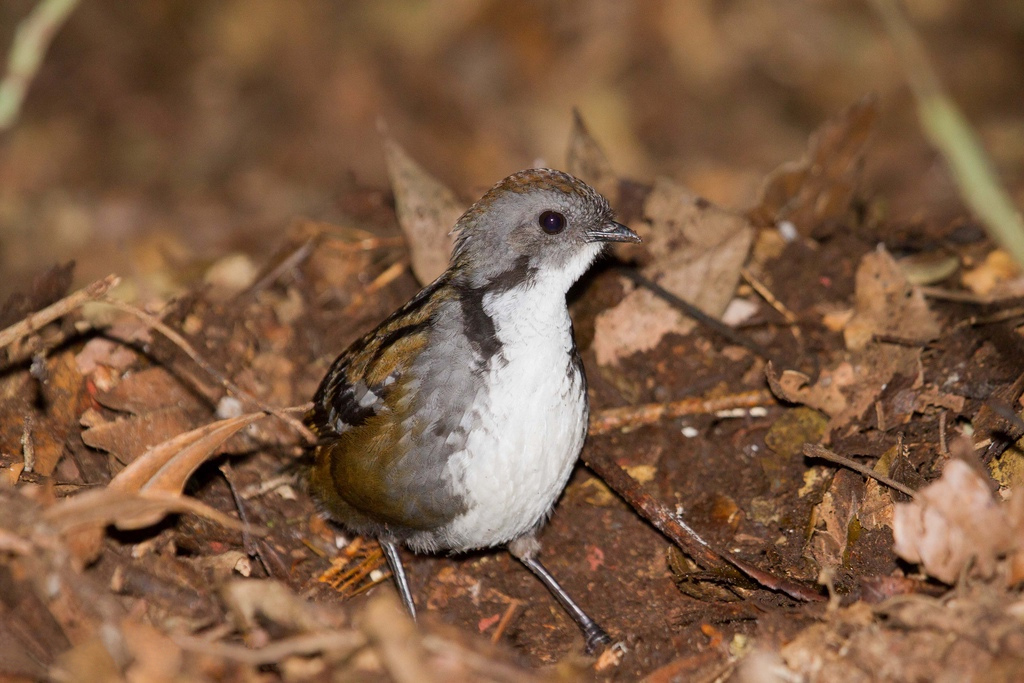
Männchen, im Laub nach Nahrung suchend

Der Dschungelflöter (Orthonyx temminckii) ist ein endemisch in Australien vorkommender Singvogel aus der Familie der Stachelschwanzflöter (Orthonychidae). Der Artname ehrt den niederländischen Zoologen Coenraad Jacob Temminck, der die Gattung Orthonyx beschrieb.

## Merkmale
Dschungelflöter erreichen im Durchschnitt eine Länge von 21 Zentimetern und ein Gewicht von 49 bis 75 Gramm. Zwischen den Geschlechtern besteht bezüglich der Gefiederfarbe ein deutlicher Sexualdimorphismus. Bei den Weibchen ist die Oberseite dunkelbraun gefärbt, mehrere rotbraune Federn heben sich ab. Die Flügel sind schwarzbraun und mit einigen weißlichen Bereichen durchzogen. Der dunkelbraune Schwanz zeigt spitz herausstehende Federkiele am Ende. Das Gesicht und die Flanken sind grau. Kehle und Brust sind rot und schwärzlich eingefasst. Der Bauch hat eine weiße Farbe. Die Gefiederfarbe der Männchen ähnelt derjenigen der Weibchen, unterscheidet sich aber dadurch, dass Kehle und Brust weiß sind. Es handelt es sich dabei um den in der Vogelwelt seltenen Fall, dass die Weibchen farbenprächtiger als die Männchen sind.

## Ähnliche Arten
Die Oberseite des Schwarzkopfflöters (Orthonyx spaldingii) ist bei beiden Geschlechtern nahezu schwarz gefärbt. Die Vögel unterscheiden sich außerdem durch einen hellblauen Augenring.

## Verbreitung, Unterarten und Lebensraum
Die Art kommt im Osten Australiens vor. Die Verbreitung erstreckt sich von der Region Illawarra in New South Wales bis zu den Bunya Mountains in Queensland. Ihr bevorzugter Lebensraum sind Regenwälder, die reich an welkem Laub, Totholz, Farnen und niedriger Bodenvegetation sind. Die Höhenverbreitung reicht vom Meeresspiegel bis auf 1540 Meter. Unterarten werden nicht geführt.

## Lebensweise
Dschungelflöter leben einzeln, paarweise oder in kleinen Gruppen. Ihre Nahrung besteht in erster Linie aus Wirbellosen, die sie am Waldboden im Laub suchen. Dabei scharren sie mit ihren großen, starken Füßen durch die Blattstreu, indem sie ihren Schwanz als Stütze verwenden. Die Vögel bauen nahe am Erdboden ein kugelförmiges Nest mit einer Seiteneingangsöffnung. Als Nistmaterial werden Blätter, Zweige und Moose verwendet. Das Weibchen legt ein bis drei Eier, die es ca. 25 Tage lang allein bebrütet. Nach dem Schlüpfen werden die Küken noch rund 18 Tage vom Weibchen mit Nahrung versorgt, die das Männchen beschafft und übergibt.
Der Ruf des Dschungelflöters ist laut und schrill und klingt wie das Quieken eines Meerschweinchens.

## Gefährdung
Die Populationen des Dschungelflöters sind zwar im Rückgang begriffen, die Art wird von der Weltnaturschutzorganisation IUCN jedoch als „least concern = nicht gefährdet“ geführt.